# Emina Bektas
Emina Bektas (Germania, 30 marzo 1993) è una tennista statunitense.

## Carriera
Emina Bektas ha vinto 8 titoli in singolare e 26 titoli in doppio nel circuito ITF in carriera. Il 6 novembre 2023 ha raggiunto il best ranking mondiale nel singolare, nr 82; il 11 luglio 2022 ha raggiunto il miglior piazzamento mondiale nel doppio, nr 78.

## Statistiche WTA

### Doppio

#### Sconfitte (1)
| Legenda              |
| -------------------- |
| Grande Slam (0)      |
| Argenti Olimpici (0) |
| WTA Finals (0)       |
| WTA Elite Trophy (0) |
| Dal 2021             |
| WTA 1000 (0)         |
| WTA 500 (0)          |
| WTA 250 (1)          |

| N. | Data          | Torneo                  | Superficie  | Compagna   | Avversarie                   | Punteggio        |
| 1. | 9 aprile 2022 | Copa Colsanitas, Bogotà | Terra rossa | Tara Moore | Astra Sharma Aldila Sutjiadi | 6-4, 4-6, [9-11] |

## Circuito WTA 125

### Singolare

#### Vittorie (1)
| N. | Data            | Torneo                   | Superficie | Avversaria in finale | Punteggio        |
| 1. | 28 ottobre 2023 | Abierto Tampico, Tampico | Cemento    | Anna Kalinskaja      | 6-3, 3-6, 7-6(3) |

## Statistiche ITF

### Singolare

#### Vittorie (8)
| Torneo $100.000 (0) |
| Torneo $80.000 (1)  |
| Torneo $75.000 (0)  |
| Torneo $60.000 (3)  |
| Torneo $50.000 (0)  |
| Torneo $40.000 (0)  |
| Torneo $25.000 (2)  |
| Torneo $15.000 (0)  |
| Torneo $10.000 (2)  |

| N. | Data              | Torneo                                               | Superficie | Avversaria           | Punteggio        |
| 1. | 21 luglio 2013    | Women's Hospital Classic, Evansville                 | Cemento    | Brooke Austin        | 4–6, 6–4, 6–3    |
| 2. | 9 ottobre 2016    | ITF Nestle Sayavedra Racquet Club, Città del Messico | Cemento    | Victoria Rodríguez   | 6-3, 6-1         |
| 3. | 24 settembre 2017 | Coleman Vision Tennis Championships, Albuquerque     | Cemento    | Maria Sanchez        | 6-4, 6-2         |
| 4. | 10 ottobre 2021   | Henderson Tennis Open, Las Vegas                     | Cemento    | Yuriko Lily Miyazaki | 6-1, 6-1         |
| 5. | 20 novembre 2022  | Madeira Ladies Open, Funchal                         | Cemento    | Ashley Lahey         | 2-6, 6-3, 6-2    |
| 6. | 12 marzo 2023     | Ilana Kloss International, Pretoria                  | Cemento    | Lina Glushko         | 3-6, 6-3, 7-6(6) |
| 7. | 21 maggio 2023    | Kurume U.S.E Cup, Kurume                             | Erba       | Ma Yexin             | 7-5, 5-7, 6-1    |
| 8. | 19 maggio 2024    | Kurume U.S.E Cup, Kurume                             | Sintetico  | Arina Rodionova      | 7-6(1), 3-6, 6-3 |

#### Sconfitte (6)
| Torneo $100.000 (0) |
| Torneo $80.000 (0)  |
| Torneo $75.000 (0)  |
| Torneo $60.000 (2)  |
| Torneo $50.000 (0)  |
| Torneo $40.000 (0)  |
| Torneo $25.000 (3)  |
| Torneo $15.000 (0)  |
| Torneo $10.000 (1)  |

| N. | Data            | Torneo                                                      | Superficie  | Avversaria         | Punteggio         |
| 1. | 23 luglio 2016  | Women's Hospital Classic, Evansville                        | Cemento     | Kennedy Shaffer    | 4–6, 6–1, 2–6     |
| 2. | 13 giugno 2021  | Profesional Santo Domingo, Santo Domingo                    | Cemento     | Ana Sofía Sánchez  | 6-3, 6(3), 6(9)-7 |
| 3. | 3 dicembre 2022 | Women Val Gardena Südtirol Raiffeisen, Selva di Val Gardena | Cemento (i) | Clara Tauson       | 3-6, 5-7          |
| 4. | 16 aprile 2023  | Egypt Sharm ElSheikh Women's Future, Sharm el-Sheikh        | Cemento     | Lucrezia Stefanini | 3-6, 6(5)-7       |
| 5. | 16 luglio 2023  | Saskatoon Challenger, Saskatoon                             | Cemento     | Victoria Mboko     | 4-6, 4-6          |
| 6. | 12 maggio 2024  | Fukuoka International Women's Cup, Fukuoka                  | Sintetico   | Kimberly Birrell   | 2-6, 4-6          |

### Doppio

#### Vittorie (26)
| Torneo $100.000 (1) |
| Torneo $80.000 (0)  |
| Torneo $75.000 (0)  |
| Torneo $60.000 (6)  |
| Torneo $50.000 (0)  |
| Torneo $40.000 (0)  |
| Torneo $25.000 (14) |
| Torneo $15.000 (1)  |
| Torneo $10.000 (4)  |

| N.  | Data              | Torneo                                                              | Superficie  | Compagna           | Avversarie in finale                       | Punteggio           |
| 1.  | 20 luglio 2013    | Women's Hospital Classic, Evansville                                | Cemento     | Brooke Bolender    | Denise Muresan Jacqueline Wu               | 6-3, 6-4            |
| 2.  | 30 gennaio 2016   | Internationaux Femini de Tennis de l'Ile Saint-Martin, Saint-Martin | Cemento     | Alexa Bortles      | Alexandra Morozova Keren Shlomo            | 6-4, 6-2            |
| 3.  | 7 maggio 2016     | Tennis Organisation Cup, Adalia                                     | Cemento     | Sarah Lee          | Ayla Aksu Julia Stamatova                  | 6-0, 6-3            |
| 4.  | 17 settembre 2016 | Team Luke Tennis Classic, Lubbock                                   | Cemento     | Catherine Harrison | Ema Burgić Bucko Renata Zarazúa            | 6-3, 6-4            |
| 5.  | 2 ottobre 2016    | Stillwater Pro Tennis Classic, Stillwater                           | Cemento     | Ronit Yurovsky     | Giuliana Olmos Nazari Urbina               | 6-4, 6(6)-7, [10-6] |
| 6.  | 8 ottobre 2016    | ITF Nestle Sayavedra Racquet Club, Città del Messico                | Cemento     | Jessica Wacnik     | Alexia Coutiño Castillo Victoria Rodriguez | 6-3, 6-4            |
| 7.  | 11 marzo 2017     | SGI Women's Event, Tampa                                            | Terra verde | Sanaz Marand       | Chiara Scholl Marcela Zacarías             | 6-1, 6-3            |
| 8.  | 15 aprile 2017    | Pelham Racquet Club Women's $25K Pro Circuit Challenger, Pelham     | Terra verde | Sanaz Marand       | Amanda Carreras Tena Lukas                 | w/o                 |
| 9.  | 23 aprile 2017    | Dothan Pro Tennis Classic, Dothan                                   | Terra verde | Sanaz Marand       | Kristie Ahn Lizette Cabrera                | 6–3, 1–6, [10–2]    |
| 10. | 7 maggio 2017     | LTP Charleston Pro Tennis, Charleston                               | Terra verde | Alexa Guarachi     | Kaitlyn Christian Sabrina Santamaria       | 5–7, 6–3, [10–5]    |
| 11. | 14 maggio 2017    | Sanchez-Casal Women's Pro Circuit, Naples                           | Terra verde | Sanaz Marand       | Danielle Collins Taylor Townsend           | 7-6(1), 6-1         |
| 12. | 20 maggio 2017    | Academia Sanchez-Casal Women's Open, Naples                         | Terra verde | Alexa Guarachi     | Sophie Chang Ulrikke Eikeri                | 6-3, 6-1            |
| 13. | 1º luglio 2017    | Anburn Challenger, Auburn                                           | Cemento     | Alexa Guarachi     | Ellen Perez Luisa Stefani                  | 4-6, 6-4, [10-5]    |
| 14. | 14 settembre 2019 | USTA Challenger of Redding, Redding                                 | Cemento     | Tara Moore         | Catherine Harrison Paige Hourigan          | 6-3, 6-1            |
| 15. | 19 ottobre 2019   | Florence Open, Florence                                             | Cemento     | Tara Moore         | Olivia Tjandramulia Marcela Zacarías       | 7-5, 6-4            |
| 16. | 30 gennaio 2021   | Georgia's Rome Tennis Open, Rome                                    | Cemento     | Tara Moore         | Vol'ha Havarcova Jovana Jović              | 5-7, 6-2, [10-8]    |
| 17. | 20 febbraio 2021  | ITF Women's Circuit Orlando, Orlando                                | Cemento     | Tara Moore         | María Camila Osorio Serrano Conny Perrin   | 7–5, 2–6, [10–5]    |
| 18. | 3 aprile 2021     | Al Habtoor Women's Open, Dubai                                      | Cemento     | Tara Moore         | Berfu Cengiz İpek Öz                       | 7–5, 4–6, [10–7]    |
| 19. | 12 giugno 2021    | Profesional Santo Domingo, Santo Domingo                            | Cemento     | Quinn Gleason      | Kelly Williford Ana Carmen Zamburek        | 7-5, 6-4            |
| 20. | 19 giugno 2021    | Palmetto Pro Open, Sumter                                           | Cemento     | Catherine Harrison | Paige Hourigan Aldila Sutjiadi             | 7–5, 6-4            |
| 21. | 8 gennaio 2022    | Traralgon Challenger, Città di Latrobe                              | Cemento     | Tara Moore         | Catherine Harrison Aldila Sutjiadi         | 0-6, 7-6(1), [10-8] |
| 22. | 18 febbraio 2023  | Guanajuato Open, Irapuato                                           | Cemento     | Ingrid Neel        | Quinn Gleason Elixane Lechemia             | 7-6(4), 3-6, [10-6] |
| 23. | 11 marzo 2023     | Ilana Kloss International, Pretoria                                 | Cemento     | Lina Glushko       | Tímea Babos Georgina García Pérez          | 6-3, 4-6, [13-11]   |
| 24. | 15 aprile 2023    | Egypt Sharm ElSheikh Women's Future, Sharm el-Sheikh                | Cemento     | Eudice Chong       | Dar'ja Astachova Ekaterina Rejngol'd       | 6-2, 6-4            |
| 25. | 13 maggio 2023    | Fukuoka International Women's Tennis, Fukuoka                       | Sintetico   | Lina Glushko       | Ma Yexin Alana Parnaby                     | 7-5, 6-3            |
| 26. | 7 giugno 2024     | Lexus Surbiton Trophy, Surbiton                                     | Erba        | Aleksandra Krunić  | Sarah Beth Grey Tara Moore                 | 6-1, 6-1            |

#### Sconfitte (14)
| Torneo $100.000 (1) |
| Torneo $80.000 (0)  |
| Torneo $75.000 (0)  |
| Torneo $60.000 (2)  |
| Torneo $50.000 (0)  |
| Torneo $40.000 (0)  |
| Torneo $25.000 (8)  |
| Torneo $15.000 (2)  |
| Torneo $10.000 (1)  |

| N.  | Data             | Torneo                                                                    | Superficie  | Compagna              | Avversarie in finale            | Punteggio           |
| 1.  | 15 gennaio 2016  | Open ASPTT Martinique, Fort-de-France                                     | Cemento     | Zoe Gwen Scandalis    | Jaqueline Cristian Gaia Sanesi  | 6(5)-7, 6(5)-7      |
| 2.  | 20 febbraio 2016 | City Of Surprise Women's Open, Surprise                                   | Cemento     | Sarah Lee             | Jacqueline Cako Danielle Lao    | 2-6, 6-4, [8-10]    |
| 3.  | 17 febbraio 2017 | AEGON Pro Series Wirral, Wirral                                           | Cemento (i) | Ronit Yurovsky        | Maja Chwalińska Miyabi Inoue    | 4-6, 4-6            |
| 4.  | 18 marzo 2017    | SGI Women's Event, Tampa                                                  | Cemento (i) | Sanaz Marand          | Alexa Guarachi Hsu Chieh-yu     | 3–6, 6–4, [4–10]    |
| 5.  | 19 gennaio 2019  | Daytona Beach Open, Daytona Beach                                         | Terra verde | Hailey Baptiste       | Anna Bondár Ulrikke Eikeri      | 3-6, 7-5, [9-11]    |
| 6.  | 16 febbraio 2019 | City Of Surprise Women's Open, Surprise                                   | Cemento     | Usue Maitane Arconada | Cori Gauff Paige Hourigan       | 3-6, 6-4, [12-14]   |
| 7.  | 16 marzo 2019    | Asia University International Women's Open Tennis, Distretto di Nishitama | Cemento     | Tara Moore            | Haruna Arakawa Minori Yonehara  | 4–6, 3–6            |
| 8.  | 23 marzo 2019    | Kōfu International Open Tennis, Kōfu                                      | Cemento     | Tara Moore            | Chang Kai-chen Hsu Ching-wen    | 1–6, 3–6            |
| 9.  | 13 aprile 2019   | AEGON Pro Series Sunderland, Sunderland                                   | Cemento (i) | Tara Moore            | Maja Chwalińska Ulrikke Eikeri  | 4-6, 6-3, [9-11]    |
| 10. | 6 marzo 2021     | TTC Newport Beach, Newport Beach                                          | Cemento     | Tara Moore            | Vania King Maegan Manasse       | 4-6, 2-6            |
| 11. | 5 giugno 2021    | Profesional Santo Domingo, Santo Domingo                                  | Cemento     | Quinn Gleason         | Erina Hayashi Kanako Morisaki   | 7–6(3), 1–6, [7–10] |
| 12. | 10 ottobre 2021  | Henderson Tennis Open, Las Vegas                                          | Cemento     | Tara Moore            | Quinn Gleason Tereza Mihalíková | 6(5)-7, 5-7         |
| 13. | 5 febbraio 2022  | Georgia's Rome Tennis Open, Rome                                          | Cemento     | Tara Moore            | Sophie Chang Angela Kulikov     | 3-6, 7-6(2), [7-10] |
| 14. | 4 maggio 2025    | Kangaroo Cup, Gifu                                                        | Cemento     | Lily Miyazaki         | Momoko Kobori Ayano Shimizu     | 1-6, 2-6            |